# Estadio Municipal de La Pintana
Das Estadio Municipal de La Pintana ist ein Multifunktionsstadion in der chilenischen Hauptstadt Santiago de Chile, das für 6000 Zuschauer Platz bietet. Zurzeit wird es hauptsächlich als Fußballstadion genutzt.
Der Fußballverein und langjährige Erstligist CD Santiago Morning trägt hier seine Heimspiele aus. Zudem ist der Rugbyverein Trapiales Rugby Club in dem Stadion beheimatet. Darüber hinaus ist es Austragungsort verschiedener internationaler Rugby-Wettkämpfe der chilenischen Rugby-Union-Nationalmannschaft und war früher Heimspielstätte des CDyC La Pintana Unida, der von 2009 bis 2017 überwiegend im Amateurfußball spielte. Von 2014 bis 2017 spielte der Klub in der Segunda División, der dritten Profiliga Chiles, ehe er aufgelöst wurde.
Neben dem Rasenplatz gibt es auf dem Gelände noch einen weiteren Kunstrasenplatz, zwei Tennisplätze und andere Einrichtungen für weitere Sportarten.